# Simione Tamanisau
Simione Tamanisau, né le 5 juin 1982 à Tailevu aux Fidji, est un footballeur international fidjien évoluant comme gardien de but depuis 2003 avec la sélection fidjienne et avec le club fidjien de Rewa FC depuis 2014.

## Biographie

### Carrière en club
Avec le club du PRK Hekari United, Simione Tamanisau dispute un match lors de la Coupe du monde des clubs de la FIFA 2010, contre le club émirati d'Al-Wahda, et trois matchs en Ligue des champions d'Océanie,.

### Carrière internationale
Simione Tamanisau compte 31 sélections avec l'équipe des Fidji depuis 2003. 
Il est convoqué pour la première fois en équipe des Fidji par le sélectionneur national Lee Sterrey en 2003. 
Le match Nouvelle-Zélande contre les Fidji du 19 novembre 2008, initialement prévu le 13 octobre 2007, est reporté par la FIFA après que le gardien de but fidjien, Simione Tamanisau, se voit refuser un visa par les autorités de l'immigration néo-zélandaises. À la suite du coup d'État militaire de décembre 2006, la Nouvelle-Zélande a en effet pour politique de refuser un visa à tout Fidjien ayant des liens de parenté avec des membres des forces armées ; or, le beau-père de Tamanisau s'avère être un militaire. Le match est d'abord reporté sur terrain neutre aux Samoa et se joue finalement aux Fidji.
Simione Tamanisau dispute quatre Coupes d'Océanie en 2004, 2008, 2012 et 2016.